# Alex Barrera (baloncestista)
Alex Barrera Pasan (Esplugas de Llobregat, Barcelona, 1 de abril de 1992) es un exjugador de baloncesto español que disputó 13 temporadas como profesional. Con 1,96  metros de estatura, jugaba en la posición de escolta.

## Trayectoria
Se forma en las categorías inferiores del Joventut de Badalona desde que era cadete. En la temporada 2011-12 hace su debut en el primer equipo verdinegro, en un partido contra el Bàsquet Manresa en el que no consigue anotar en 8 minutos. 
La temporada 2012-13 juega en el CB El Prat, equipo vinculado el Joventut y 20 partidos con el primer equipo. 
Las siguientes dos temporadas forma parte de la primera plantilla del equipo verdinegro, promediando tres puntos y un rebote en 11 minutos de juego durante la campaña 2013-14 y tres puntos en 10 minutos de juego la temporada 2014-15. 
La temporada 2015-16 juega en el Bàsquet Manresa, donde promedia dos puntos y un rebote en 9 minutos por partido. 
La temporada 2016-17 juega en el San Pablo Inmobiliaria Burgos de la Liga LEB, promediando 11 puntos y 2 rebotes en 19 partidos, y consiguiendo el ascenso a la Liga ACB. 
En las filas del conjunto burgalés jugaría durante cinco temporadas, las últimas cuatro en Liga Endesa. Además lograría los títulos de la Liga de Campeones de Baloncesto 2019-20, Liga de Campeones de Baloncesto 2020-21 y Copa Intercontinental FIBA 2021.
En verano de 2021, se desvincula del San Pablo Burgos y el 29 de septiembre de 2021 firma un contrato temporal con el Saski Baskonia de Liga Endesa.
El 18 de agosto de 2022, firma por el San Pablo Burgos de la Liga LEB Oro.
Anuncia su retirada el 14 de mayo de 2025, a los 33 años, después de conseguir el ascenso a Liga ACB con el Burgos.